# نوش جان، اعلی‌حضرت
نوش جان، اعلی‌حضرت (انگلیسی: Bon Appetit, Your Majesty؛‏ کره‌ای: 폭군의 셰프) مجموعه تلویزیونی محصول کره جنوبی در ژانر عاشقانه، بقا و فانتزی به نویسندگی اف‌جی‌آردی، به کارگردانی جانگ ته یو و با بازی ایم یون آه، لی چه مین، کانگ هان نا و چوی گی هوا است. داستان این مجموعه دربارهٔ یک سرآشپز فرانسوی است که در اوج موفقیت حرفه‌ای‌اش، ناگهان به گذشته سفر می‌کند و با پادشاهی روبه‌رو می‌شود که هم بهترین خوراک‌شناس است و هم بدترین تایرنت. این مجموعه از ۲۳ اوت ۲۰۲۵، روزهای شنبه و یکشنبه ساعت ۲۱:۲۰ (کی‌اس‌تی) از تی‌وی‌ان پخش خواهد شد.

## بازیگران

### اصلی
- ایم یون آه در نقش یون جی یونگ[۱]

یک سرآشپز فرانسوی با شخصیتی مثبت اما قاطع است. او به‌طور غیرمنتظره، در همان روزی که بزرگ‌ترین رقابت آشپزی فرانسه را برنده می‌شود، خود را در دوران سلسله چوسان می‌یابد.
- لی چه مین در نقش لی هون[۱]

پادشاه چوسان که هم‌زمان به عنوان بهترین خوراک‌شناس و بدترین تایرنت شناخته می‌شود.
- کانگ هان نا در نقش کانگ موک جو[۱]
- چوی گی هوا در نقش شاهزاده جه سون[۱]

### مکمل
- سو یی سوک[۳]
- یون سو آه در نقش گیل گوم[۴]

## تولید

### توسعه
این مجموعه به کارگردانی جانگ ته یو و نویسندگی اف‌جی‌آردی است. برنامه‌ریزی آن را استودیو دراگون بر عهده داشته و تهیه‌کنندگی مشترک توسط شرکت‌های فیلم گریدا و جونگ یونیورس انجام شده است. این مجموعه برگرفته از رمان اینترنتی زنده ماندن به عنوان سرآشپز یون‌سان گون نوشتهٔ پارک کوک جه است.

### انتخاب بازیگران
در ۲۴ سپتامبر ۲۰۲۴، گزارش شد که ایم یون آه برای ایفای نقش اصلی زن در حال بررسی حضور در این پروژه است؛ که این همکاری، نخستین همکاری او با کارگردان جانگ ته یو به‌شمار می‌رود. در ۳ دسامبر، اعلام شد که پارک سونگ هون برای نقش اصلی مرد در حال مذاکره است.
در ۲ ژانویه ۲۰۲۵، گزارش شد که کانگ هان نا در مراحل پایانی مذاکرات برای پیوستن به مجموعه قرار دارد. به گفتهٔ شبکه تی‌وی‌ان، جلسهٔ فیلم‌نامه خوانی به دلیل حواشی مربوط به پارک لغو شد. در ۱۳ ژانویه، کره تایمز اعلام کرد که پارک به‌طور رسمی از پروژه کناره‌گیری کرده است. هم‌زمان، گزارش‌هایی منتشر شد مبنی بر اینکه لی چه مین در حال بررسی پیشنهاد ایفای این نقش به عنوان جایگزین پارک است. در ۲۱ ژانویه، اعلام شد که چوی گی هوا برای حضور در مجموعه انتخاب شده و در حال بررسی نهایی است. ترکیب نهایی بازیگران شامل ایم یون آه، لی چه مین، کانگ هان نا و چوی گی هوا در ۲۴ ژانویه به صورت رسمی تأیید و اعلام شد.

### فیلم‌برداری
به گزارش IZE، نخستین مرحلهٔ فیلم‌برداری در ۲۳ ژانویه ۲۰۲۵ آغاز شد.

## انتشار
سرآشپز تایرنت برای پخش در نیمهٔ دوم سال ۲۰۲۵ از شبکهٔ تی‌وی‌ان برنامه‌ریزی شده است.